# Брок, Уильям
Уильям «Баз» Брок (англ. William «Buz» Brock) — американский экономист.
Бакалавр (1965) Миссурийского университета; доктор философии (1969; специальность — математика) Калифорнийского университета (Беркли). Работал в университете Рочестера (1969—71), Чикагском (1972—1981, профессор экономики с 1975), и Висконсинском (с 1981) университетах. Академик Национальной академии наук США (с 1998).

## Основные произведения
- «Оптимальный экономический рост: теория стабильности» (Optimal Growth: Stability Theory, 1975);
- «Теория хаоса» (Chaos Theory, 2001).